# سیاست نوآوری
سیاست نوآوری عنوان یکی از موضوعات کلیدی مورد توجه در توسعه اقتصادی به سیاست‌هایی گفته می‌شود که فرایند ترجمه دانش به برنامه‌های تجاری را تحریک و تشویق می‌کنند. در نگاه اول بخش عمده ای از سیاست فناوری (اما نه همه آن)، معطوف به تشویق تجاری سازی و به‌کارگیری نوآوری‌های فناورانه است؛ از این رو همپوشانی زیادی میان سیاست فناوری و مفهوم «سیاست نوآوری» وجود دارد. در مفهوم محدود آن، اما از آنجا که اصطلاح نوآوری محدود به نوآوری‌های فناورانه نیست، سیاست نوآوری نیز در بیشتر موارد، مفهوم گسترده‌تری دارد.
به‌طور کلی نوآوری را می‌توان توسعه و به‌کارگیری راه‌های جدید و بهبود یافته برای پاسخگویی به نیازها و خواسته‌های اجتماعی و اقتصادی بشر دانست و سیاست نوآوری را مجموعه ای از تصمیمات و اقدامات برای افزایش کارایی و اثربخشی و میزان فعالیت‌های نوآورانه، اعم از خلق، تطابق و بومی سازی و به‌کارگیری محصولات، خدمات و فرایندهای جدید یا بهبود یافته.
جاکوب ادلر در مقاله سیاست نوآوری: چیستی، چرایی و چگونگی به توجه فزاینده سیاست گذاران به نقش نوآوری در عملکرد اقتصادی و راهکارهایی برای چالش‌هایی که ظهور نموده‌اند می‌پردازد و از همین منظر ظهور مفهوم سیاست نوآوری را مورد بحث قرار می‌دهد. از دید ادلر هر چند این مفهوم در ادبیات سیاست گذاری عمومی مفهوم جدیدی به‌شمار می‌آید اما با نرخ شتابانی در حال رشد بوده و هر روزه توجه سیاست گذاران، دولتمردان و پژوهشگران جدیدی به این حوزه جلب می‌گردد. البته ادلر توضیح می‌دهد که جدید بودن این مفهوم به معنای آن نیست که پیش از این چیزی به نام سیاست نوآوری وجود خارجی نداشته است، امّا اگر سیاست نوآوری را آن دسته از موضوعاتی که بر نوآوری (حداقل در سطح بنگاه یا مرزهای توسعه صنعتی و اقتصادی یک کشور) تأثیر دارند (یا تأثیر می‌پذیرند) بدانیم، این مفهوم همچنان که در نوشته‌های ادکوییست مورد بحث قرار گرفته مفهوم جدیدی و تازه‌واردی نیست.

انواع سیاست‌های نوآوری
سیاست نوآوری در برنامه‌های کاری سیاست‌گذاران موضوعی نسبتاً جدید است. از اصطلاح سیاست نوآوری طی چند دههٔ گذشته استفادهٔ چندانی نمی‌شد. از اواسط دههٔ ۱۹۹۰ به بعد این اصطلاح در میان کاربران محبوب شده است.
آیا این بدان معنی است که سیاست‌های نوآوری پیش از این زمان وجود نداشته‌اند؟ پاسخ به این پرسش به منظور ما از سیاست نوآوری بستگی دارد. اگر سیاستی برای داشتن شرایط لازم ناچار به داشتن برچسب نوآوری باشد (همانند سیاست نوآوری)، احتمالاً پاسخ مثبت است؛ اما اگر سیاست نوآوری را در حکم سیاست‌هایی بدانیم که تأثیر مهمی بر نوآوری دارند، همان‌گونه که ادکوئیست (۲۰۱۱; ۲۰۰۴) نیز بیان کرده، پاسخ کاملاً متفاوت است. درحقیقت، اگرچه امروز از اصطلاح نوآوری بیشتر از گذشته استفاده می‌شود، نوآوری پدیده‌ای است که تاریخی به قدمت بشریت دارد. از این منظر، سیاست‌های نوآوری (سیاست‌هایی که بر نوآوری اثرگذارند) برای قرن‌ها مطرح بوده‌اند.
همچنین پاسخ به این پرسش به برداشت ما از اصطلاح نوآوری نیز بستگی دارد. اصطلاح نوآوری اغلب با کارکنان بسیار مجرب، کار در محیط‌های پیچیده و بهره‌برداری از آخرین پیشرفت‌های علمی همراه است. اگر این تفسیر درست باشد، فقط بخش کوچکی از جمعیت جهانی که بیشتر در کشورهای با درآمد بالا هستند، در نوآوری و گاهی در بسیاری از زمینه‌ها، که آثار اقتصادی محدود است، سهیم‌اند. بااین‌حال، مطالعات معاصر نوآوری دیدگاه بسیار گسترده‌تری را در مورد نوآوری به‌کار می‌گیرند (برای مثال، بنگرید به: Fagerberg et al. , 2004). از این منظر، نوآوری به‌منزلهٔ معرفی راه‌حل‌های جدید در پاسخ به مشکلات، چالش‌ها یا فرصت‌های برخاسته از محیط اجتماعی و اقتصادی درنظر گرفته می‌شود. در ادبیات مطالعات نوآوری، نوآوری‌ای که نتیجهٔ «ترکیبات جدیدِ» (Schumpeter, 1934) دانش، توانایی‌ها و منابع موجود است، در حکم منبع اصلی تغییر در تمامی فعالیت‌های اقتصادی در کشورهای فقیر و غنی (Fagerberg et al. , 2010)، در فناوری‌های پایین و فناوری‌های بالا (von Tunzelmann and Acha, 2004)، در خدمات و تولید (Gallouj and Djellal, 2011; Rubalcaba et al. , 2012)، در بخش عمومی (Osborne and Brown, 2013) و بخش خصوصی درنظر گرفته می‌شود.
جوزف شومپتر، بنیان‌گذار نظریهٔ نوآوری، تمایز میان اختراع (ایدهٔ بدیع برای چگونه اجراکردن کارها) و نوآوری (پیش‌بردن ایده در عمل) را مطرح کرد. این دیدگاه به دو جنبهٔ نوآوری اشاره می‌کند: تازگی و پیاده‌سازی. تازگی الزاماً به‌معنای «جدید برای جهان» نیست، بلکه تازگی می‌تواند به مسائلی اشاره کند که برای تولیدکنندگان یا استفاده‌کنندگان نوآوری نیز جدیداند. همچنین لزومی ندارد تازگی از نوع رادیکالی باشد که قابلیت‌های جدیدی ارائه می‌دهد یا شیوه‌های موجود را به چالش می‌کشد (مانند ماشین بدون راننده)، بلکه تازگی می‌تواند به بهبود تدریجی هر فرایند یا محصول (مانند موتور جدیدی که در مصرف انرژی ۱۰ درصد کارآمدتر است) نیز اشاره کند.
به باور شومپتر، علت اصلی تمایز میان اختراع و نوآوری این است که آنچه به لحاظ اقتصادی و اجتماعی اهمیت دارد به‌خودی‌خود ایده نیست، بلکه بهره‌برداری از آن در نظام اقتصادی و اجتماعی مهم است. از این‌رو، اگر بخواهیم سهم نوآوری در تغییر اقتصادی و اجتماعی را به حداکثر برسانیم، تمرکز بر آنچه وقوع تازگی را تشریح می‌کند کافی نیست، بلکه به درکی کامل از پذیرش نوآوری و بهره‌برداری متعاقب آن نیز نیاز است. ناتان روزنبرگ، تاریخ‌نگار اقتصادی و پژوهشگر نوآوری، بر اهمیت مرحلهٔ بهره‌برداری تأکید و اشاره می‌کند و می‌گوید: مهم‌ترین نوآوری‌ها نیز در طول عمر خود تغییرات زیادی را تجربه می‌کنند، تغییراتی که اغلب نیز رخ می‌دهد و درنهایت اهمیت اقتصادی آن‌ها را دگرگون می‌کند. بهبودهایی که پس از معارفهٔ اولیهٔ اختراع در آن دیده می‌شود بسیار مهم‌تر از دسترسی اولیه به فرم اصلی آن اختراع است (Kline and Rosenberg, 1986: p. 283).
روزنبرگ اذعان می‌کند که بسیاری از این بهبودها در مرحلهٔ انتشار و از راه تعامل با بخش‌های گوناگون درگیر، همچون مشتریان و تأمین‌کنندگان رخ می‌دهند. براساس این دیدگاه، سیاست نوآوری به تمرکز بر ارائهٔ راه‌حل‌های جدید و همچنین بهره‌برداری و انتشار آن‌ها، از جمله بازخوردهای فراوان به جلو و عقب، که میان مراحل گوناگون فرایند نوآوری به‌وقوع می‌پیوندد، نیاز دارد.
دیدگاه‌های گوناگونی درمورد نوآوری ارائه شده که در سیاست‌گذاری نیز منعکس شده است؛ مثلاً دیدگاه محدودی وجود دارد که فقط اختراع را درنظر می‌گیرد و دیدگاه وسیع‌تر و کل‌نگرتری که بر اهمیت توجه به کل چرخهٔ نوآوری از خلق ایده‌های جدید تا پیاده‌سازی و انتشار آن‌ها تأکید می‌کند. همچنین این پرسش مطرح است که آیا باید تجزیه‌وتحلیل را به سیاست‌هایی محدود کرد که صریحاً برای تأثیرگذاری بر نوآوری طراحی شده‌اند یا می‌توان سیاست‌هایی را نیز درنظر گرفت که نخست برای مقاصد دیگری اتخاذ شده‌اند، اما ممکن است تأثیر چشمگیری در عملکرد نوآوری داشته باشند.
براساس این تمایزها سه نوع سیاست نوآوری اصلی مشخص شده است:
۱. سیاست‌های مأموریت‌گرا: هدف از سیاست‌های مأموریت‌گرا (Ergas, 1986) ارائهٔ راه‌حل‌های جدید ـ که در عمل مؤثر واقع می‌شوند ـ برای مسائل خاصی است که در دستور کار سیاسی قرار دارد. ازآنجاکه راه‌حل پیشنهادی باید در عمل مؤثر واقع شود، سیاست‌گذاران موظف‌اند هنگام طراحی و پیاده‌سازی سیاست، تمامی مراحل فرایند نوآوری را درنظر بگیرند (رویکرد گسترده)؛ مثلاً مدت‌ها پیش از آن که سیاست نوآوری یا حتی نوآوری به بخشی از واژگان استاندارد آن‌ها تبدیل شود، سیاست‌گذاران سال‌ها چنین سیاست‌هایی را با عناوین گوناگون برای اهداف دفاعی اتخاذ کرده‌اند. بسیاری از نوآوری‌های مهم، که تأثیرات اقتصادی فراوانی داشته‌اند (مانند اینترنت)، دستاورد چنین سیاست‌هایی بوده‌اند (Mowery, 2011; Mazzucato, 2013; Mazzucato and Semieniuk, 2017). امروز با توجه به آنکه جمعیت جهانی در معرض خطر گرم‌شدن کرهٔ زمین قرار دارد، چنین سیاست‌هایی می‌تواند به همان اندازه مناسب باشد (Fagerberg et al. , 2016)[z.tehrani1] [A2].
۲. سیاست‌های اختراع‌گرا: این سیاست‌ها تمرکز محدودتری دارند، به این معنی که بر مرحلهٔ تحقیق و توسعه/ اختراع تمرکز می‌کنند و امکان بهره‌برداری از اختراع و انتشار آن را در اختیار بازار قرار می‌دهند. در آن زمان سیاست‌گذاران بر این نظر بودند که پیشرفت‌های علم و فناوری برای جامعه در حکم یک کل (Bush, 1945) مفید است. این نظر موجب تقویت سیاست‌های اختراع‌گرا می‌شد که در اوایل دورهٔ پس از جنگ جهانی دوم در بسیاری از کشورها محبوب شده بودند. همچنین این نظر، به‌ویژه از دههٔ ۱۹۶۰ به بعد، به‌منظور هدایت چنین حمایتی به بنگاه‌ها و سازمان‌های گوناگون تحقیقاتی دولتی به تأسیس سازمان‌های عمومی جدید، همانند شوراهای پژوهشی (فنی) منجر شد. این‌گونه حمایت‌ها در گذشته معمولاً در حکم بخشی از سیاست تحقیق و توسعه، پژوهش یا سیاست علم در نظر گرفته می‌شدند، اما امروز اغلب به‌منزلهٔ سیاست نوآوری دسته‌بندی می‌شوند.
۳. سیاست‌های سیستم‌گرا: سیاست‌های سیستم‌گرا منشأ و کانون جدیدتری دارند و بر ویژگی‌های سطح سیستم، همانند درجهٔ تعامل میان بخش‌های گوناگون سیستم، میزان نیاز برخی از اجزای حیاتی سیستم به بهبود یا قابلیت‌های بازیگران مشارکت‌کننده تمرکز می‌کنند. توسعهٔ این قبیل سیاست‌های سطح سیستم، به ظهور رویکرد «نظام ملی نوآوری» (NIS) در حدود سال ۱۹۹۰ و پذیرش متعاقب این رویکرد در مشاوره و ارزشیابی‌های سیاستی سازمان همکاری اقتصادی و توسعه (OECD) مربوط می‌شود.
بنابراین سیاست نوآوری (سیاست‌های مؤثر بر نوآوری) شامل گستره‌ای از سیاست‌ها و ابزارهای سیاستی است که در زمان‌های گوناگون، با انگیزه‌های متفاوت و با عناوین متعدد –همچون عنوان سیاست نوآوری که روز به روز نیز شیوع پیدا کرده است- معرفی شده‌اند. برخی از این سیاست‌ها دچار تغییرات اصطلاحی شده‌اند (Lundvall and Borrás, 2004; Boekholt, 2010)؛ مثلاً بسیاری از آن‌هایی که امروز سیاست نوآوری نامیده می‌شوند در گذشته با عناوین گوناگونی همچون سیاست صنعتی، سیاست علم، سیاست پژوهش یا سیاست فناوری بوده‌اند..

## تاریخچه سیاست نوآوری
ادبیات سیاست نوآوری از سال‌های ۲۰۰۰ میلادی به بعد کم‌کم رواج یافت و در حوزه آن، دربارهٔ دو محور پراهمیت که در قبل هم کم و بیش مورد بحث واقع می‌شد، اما هرگز به‌طور عمیق مورد چالش و اندیشه‌ورزی قرار نمی‌گرفت، مباحثات زیادی درگرفت. لاندوال و بوراس (۲۰۰۵) می‌گویند در سیاست نوآوری دو نکته پراهمیت شد، نخست خردمایه‌های دخالت دولت در امور عمومی و سپس راهبری نظام نوآوری. هر دو محور به مباحث مرتبط با کارکرد و نقش دولت متعلق هستند و تأکید بر آنان، گرایش نوین ورود به حوزه سیاست‌گذاری عمومی را نوید می‌دهد. لاندوال در سخنرانی اجلاس یازدهم گلوبالیک می‌گوید که ادبیات سیاست علم و سیاست فناوری پس از یک دوره تأمل در مورد موضوعات تکنیکی، در یک چرخش به مباحث اجتماعی و موضوعات عام سیاست‌گذاری عمومی علاقه‌مند شده و به آن تمایل نشان می‌دهد.